# Fusion Machine
Fusion Machine är ett album släppt 2016 av Jari Haapalainen Trio på skivbolaget Moserobie. Albumet kategoriserades av recensenten Anders Dahlbom som frirock/frijazz.

## låtlista
1. Risk För Halka
2. Flykten Från Djursholm
3. Jag Vill Inte Gå Hem
4. Ingrid 15
5. Jag Har Fångat Ett Troll
6. Heavy Metal Americano
7. Begynnelsen
8. Ich Bin Ein Berliner
9. Månlandaren
10. Ingrid 20
11. Mörka Rummet
12. Skotten I Copacabana
13. Systemet I Hovsjö